# Drammi storici shakespeariani

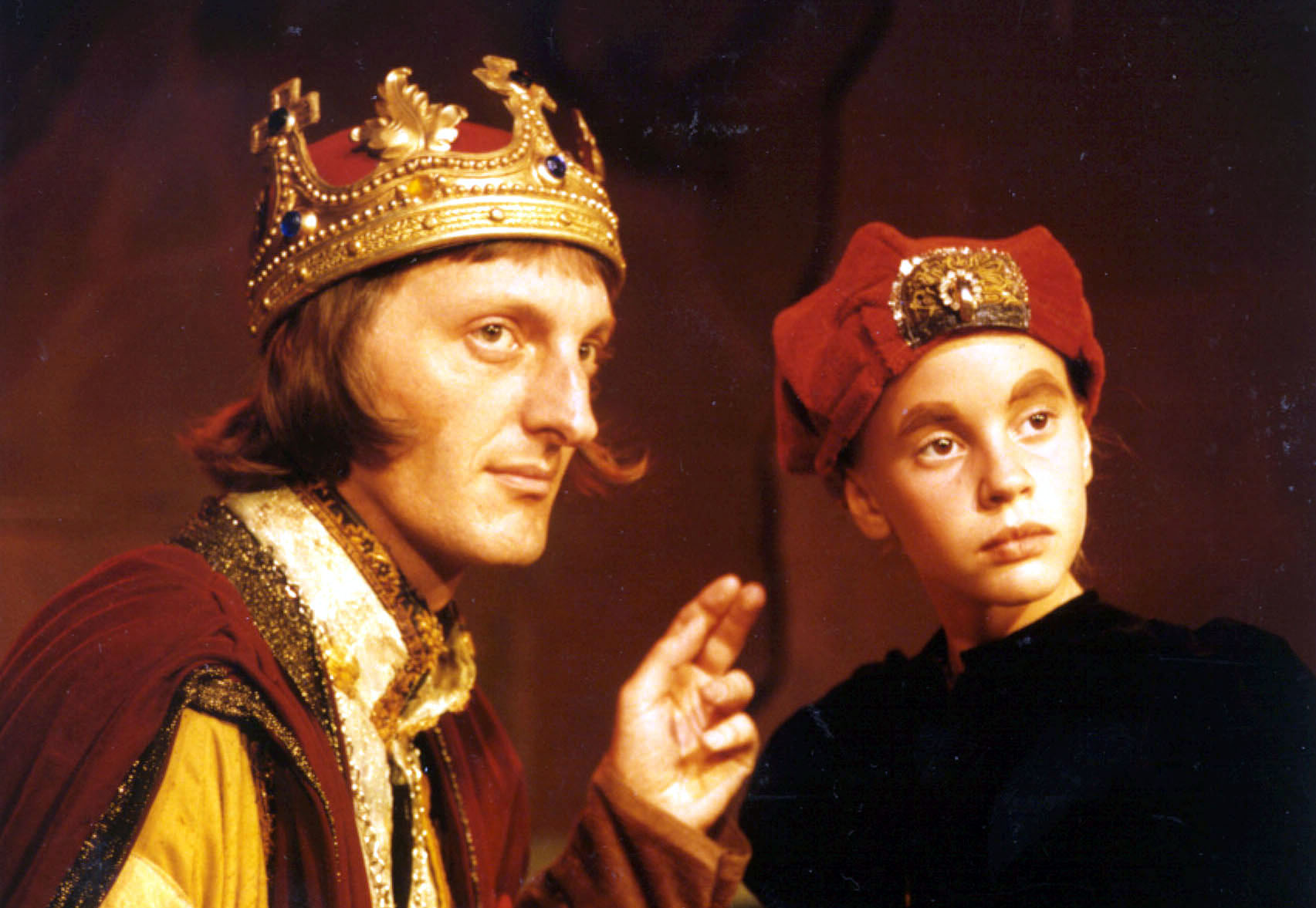
Enrico VI e il suo giovane nipote Enrico di Richmond in una rappresentazione statunitense di Enrico VI, parte III del 1993

Secondo la scansione presente già nel First Folio e poi divenuta tradizionale, le opere di William Shakespeare sono state suddivise in tre categorie: tragedie, commedie e drammi storici.
I drammi storici sono solitamente descritti come opere basate sulle vite di alcuni re d'Inghilterra, tanto che ne restano esclusi altri drammi che pure descriverebbero vicende di personaggi storici, solitamente tutti inclusi nelle tragedie shakespeariane.

## Fonti
La fonte principale di queste opere è la Cronaca della storia inglese di Raphael Holinshed.
Le opere di Shakespeare mettono a fuoco solo una piccola parte della vita dei personaggi, e comunque omettono eventi significativi a causa delle esigenze drammatiche.

## Politica
Shakespeare visse sotto il regno di Elisabetta I, l'ultima esponente della dinastia Tudor, e i suoi drammi storici sono spesso considerati come propaganda a favore dei Tudor, perché mostrano i pericoli della guerra civile e celebrano i fondatori della dinastia. In particolare, il Riccardo III raffigura l'ultimo membro della rivale dinastia degli York come un malvagio tiranno, se non un mostro, mentre dipinge in termini splendenti il suo rivale, Enrico VII Tudor.
La parzialità politica è evidente anche nell'Enrico VIII, che termina con un'esuberante celebrazione per la nascita di Elisabetta. Comunque, in queste opere la celebrazione shakespeariana dei Tudor è meno rilevante rispetto alla messa in scena del declinare del mondo medioevale: infatti, alcuni dei drammi storici - e in particolare Riccardo III - evidenziano che il mondo medioevale è finito quando l'opportunismo e il machiavellismo si sono infiltrati nella politica. Evocando con nostalgia il basso Medioevo, queste opere descrivono l'evoluzione politica e sociale che portò ai successivi metodi governo dei Tudor, cosicché è anche possibile considerare i drammi storici come critica parziale della società contemporanea all'autore.

## Lista dei drammi storici shakespeariani
Per anno (ipotetico) di composizione:
- Enrico VI, parte 1 (1590-1)
- Enrico VI, parte 2 (1590-1)
- Enrico VI, parte 3 (1590-1)
- Riccardo III (1592-3)
- Sir Tommaso Moro (1591-3; attribuita)
- Edoardo III (1596; attribuita)
- Riccardo II (1595-6)
- Re Giovanni (1596-7)
- Enrico IV, parte 1 (1597-8)
- Enrico IV, parte 2 (1597-8)
- Enrico V (1599)
- Enrico VIII (1612-3)

## Il ciclo della "Guerra delle due rose"
"Guerra delle due rose" è una locuzione utilizzata per descrivere la lotta dinastica tra le due casate Lancaster e York. Quasi tutti i drammi storici unanimemente attribuiti a Shakespeare hanno a che fare con questo conflitto: in ordine cronologico, le vicende dei sovrani Riccardo II, Enrico IV, Enrico V, Enrico VI e Riccardo III.
Non c'è alcuna prova che queste opere furono concepite dall'autore come un ciclo unitario; nondimeno, nel XX e XXI secolo ci sono state numerose rappresentazioni teatrali di:
1. La prima tetralogia (Enrico VI parti 1, 2 e 3 e Riccardo III);
2. La seconda tetralogia (Riccardo II, Enrico IV parti 1 e 2, Enrico V), a volte intitolata Enriade;
3. Tutte e otto le opere in ordine cronologico, come ciclo intitolato La Guerra delle due rose.

L'intero ciclo è stato anche trasposto al cinema:
1. Nel 1960 per la miniserie inglese Un'era di Re (An Age of Kings) diretta da Michael Hayes;
2. Nel 1965 per la miniserie inglese Guerra delle due rose (The Wars of the Roses), diretta da John Barton e Peter Hall;
3. Infine c'è stato un film che è stato ripreso direttamente dal palcoscenico della English Shakespeare Company, intitolato La Guerra delle due rose, diretto da Michael Bogdanov e Michael Pennington.

La seconda tetralogia è stata la base del film Chimes at Midnight (in Europa intitolato Falstaff) diretto ed interpretato da Orson Welles.
Nell'episodio della serie TV West Wing - Tutti gli uomini del Presidente, Posse Comitatus, il Presidente Josiah Bartlet assiste ad uno spettacolo intitolato Guerra delle due rose, che includeva delle scene prese dall'Enrico VI, parte 1 e 3.